# El Estero
El Estero es una localidad chilena perteneciente a la comuna de Las Cabras, provincia de Cachapoal, en la región de O'Higgins.
Esta localidad cuenta con una población de aproximadamente 500 personas que viven en el poblado y en los sectores rurales. En el verano hay una gran cantidad de turismo gracias a su cercanía con el Lago Rapel.
Los principales sectores económicos de la localidad están asociados a la actividad agrícola pero también en gran cantidad en el sector turístico.